# External Credit Assessment Institution
External Credit Assessment Institution (ECAI) ist die Bezeichnung für einen bestimmten Typ von Finanzfachorganisation, welcher innerhalb der Europäischen Union als  Rating-Agentur fungieren darf, das heißt, zur Bewertung bestimmter Risiken auf Finanzmärkten autorisiert ist und dafür einen förmlichen Anerkennungsprozess durchlaufen hat. Für die Anerkennung als ECAI auf europäischer Ebene ist die Europäische Bankaufsichtsbehörde zuständig. Eine Ratingagentur muss nach Art. 2 Abs. 3 der VO EG/1060/2009 eine Registrierung beantragen, um als externe Ratingagentur gemäß dem Anhang VI, Teil 2, der Richtlinie 2006/48/EG anerkannt zu werden.
Der Anerkennung als ECAI entspricht in den USA die von der United States Securities and Exchange Commission (SEC) seit 1975 ausgestellte Anerkennung von Rating Agenturen als Nationally Recognized Statistical Rating Organization (NRSRO).

## Zweck
Das Eurosystem stützt sich bei Beurteilung der Bonität notenbankfähiger Sicherheiten auf Informationen aus vier Quellen. Eine davon sind, im Rahmen dieser Bonitätsbeurteilungen im Eurosystem (ECAF), die zugelassenen externen Ratingagenturen (ECAIs).

## Erfordernis der Zulassung
Europäische Kreditinstitute, Wertpapierfirmen, Versicherungsunternehmen, Rückversicherungsunternehmen, Organismen für gemeinsame Anlagen in Wertpapieren (OGAW) und Einrichtungen der betrieblichen Altersversorgung dürfen gemäß Art. 4 Abs. 1 der VO EG/1060/2009 für aufsichtsrechtliche Zwecke nur Ratings von Ratingagenturen verwenden, die ihren Sitz in der Gemeinschaft haben und gemäß dieser Verordnung registriert sind. Ratings von Unternehmen mit Sitz in einem Drittland oder für in Drittländern ausgegebene Finanzinstrumente, die von einer Ratingagentur mit Sitz in einem Drittland abgegeben wurden, können in der Gemeinschaft nach bestimmten Kriterien anerkannt werden.
Ratingagenturen müssen ihre Methodik zur Bewertung nach den Grundsätzen der
- Objektivität und
- Unabhängigkeit ausrichten und diese Methodik einer
- laufende Überprüfung unterwerfen und diese
- Transparenz gestalten und
- offenlegen.[Anm. 8]

Gemäß den Leitlinien der Europäischen Zentralbank (EZB) vom 20. September 2011 über geldpolitische Instrumente und Verfahren des Eurosystems sind folgende Mindestvoraussetzung für ECAIs zu erfüllen:
1. ECAIs müssen von der entsprechenden Aufsichtsbehörde der Union formal für die Euro-Länder zugelassen werden, in denen sie entsprechend der Richtlinie 2013/36/EU (Eigenkapitalrichtlinie) eingesetzt werden.
2. ECAIs müssen operationale Kriterien erfüllen und entsprechende Abdeckungsgrade aufweisen, um die effiziente Umsetzung des Rahmenwerks für Bonitätsbeurteilungen im Eurosystem zu gewährleisten.

## Überwachung
Das Eurosystem behält sich das Recht vor, über die Zulassung eines ECAI zu seinen Kreditgeschäften zu entscheiden, und nutzt dabei unter anderem sein Leistungsüberwachungsverfahren und die Unternehmen unterliegen, soweit sie am ECAF teilnehmen, dem Leistungsüberwachungsverfahren des Eurosystems.
Das Bonitätsbeurteilungssystem eines ECAI kann vom Eurosystem vorläufig oder endgültig ausgeschlossen werden,
- wenn über mehrere Jahre hinweg keine Leistungsverbesserung des Systems und der Überwachung zu beobachten ist, oder
- wenn es gegen die Regelungen des Rahmenwerks für Bonitätsbeurteilungen im Eurosystem verstößt und wenn es sich nicht nur um geringfügige Unregelmäßigkeit handelt.

## Transparenz
Gemäß Art. 6 Abs. 2 der VO EG/1060/2009 hat jede Ratingagentur alle erforderlichen Schritte vorzusehen um sicherzustellen, dass die Abgabe eines Ratings nicht von bestehenden oder potenziellen Interessenkonflikten oder Geschäftsbeziehungen der Agentur selbst, ihrer Geschäftsleitung, ihrer Ratinganalysten, ihrer Mitarbeiter oder jeder anderen natürlichen Person, deren Leistungen die Ratingagentur in Anspruch nehmen oder die sie kontrollieren kann, oder anderer, über ein Kontrollverhältnis direkt oder indirekt mit ihr verbundener Personen beeinflusst wird (siehe auch Art 7 ff und Art. 12 zum Transparenzbericht sowie Anhang I in der VO EG/1060/2009).
Das Eurosystem hat das Recht, im Hinblick auf öffentliche Ratings von externen Ratingagenturen Klärungen zu verlangen, wenn es dies als notwendig erachtet. ECAIs müssen regelmäßig Performance-Berichte für forderungsbesicherte Wertpapiere (Asset-Backed Securities) veröffentlichen.

## ECAI-Liste
Die EBA veröffentlicht ein aktuelles Verzeichnis der ECAI auf ihrer Webseite.
|                                                                                     | AT | BE | BG | CZ | HR | CY | DK | DE | EE | FR | FI | EL | IC | EI | IT | LV | LT | LI | LU | HU | MT | NL | NO | PL | PT | RO | SL | SK | ES | SE | UK |
| ----------------------------------------------------------------------------------- | -- | -- | -- | -- | -- | -- | -- | -- | -- | -- | -- | -- | -- | -- | -- | -- | -- | -- | -- | -- | -- | -- | -- | -- | -- | -- | -- | -- | -- | -- | -- |
| Fitch Ratings (NRSRO seit 1975)                                                     | OK | OK | OK | OK | f  | OK | OK | OK | OK | OK | OK | OK | OK | OK | OK | OK | OK | OK | OK | OK | OK | OK | OK | OK | OK | OK | OK | OK | OK | OK | OK |
| Moody’s (NRSRO seit 1975)                                                           | OK | OK | OK | OK | f  | OK | OK | OK | OK | OK | OK | OK | OK | OK | OK | OK | OK | OK | OK | OK | OK | OK | OK | OK | OK | OK | OK | OK | OK | OK | OK |
| Standard & Poor’s (NRSRO seit 1975)                                                 | OK | OK | OK | x  | f  | OK | OK | OK | OK | OK | OK | OK | OK | OK | OK | OK | OK | OK | OK | OK | OK | OK | OK | OK | OK | OK | x  | OK | OK | OK | OK |
| DBRS, Kanada (NRSRO seit 2003)                                                      | OK | OK | x  | x  | f  | x  | OK | OK | x  | OK | OK | x  | x  | OK | x  | x  | x  | x  | OK | OK | x  | OK | x  | x  | OK | x  | x  | x  | OK | OK | x  |
| Japan Credit Rating Agency, Japan (NRSRO seit 2007)                                 | x  | OK | x  | x  | f  | x  | x  | OK | x  | OK | x  | x  | x  | OK | x  | x  | x  | x  | OK | OK | x  | x  | x  | x  | x  | x  | x  | x  | x  | x  | x  |
| Rating and Investment Information, Inc. (R&I)                                       | x  | OK | x  | x  | f  | x  | x  | x  | x  | x  | x  | x  | x  | x  | x  | x  | x  | x  | x  | x  | x  | x  | x  | x  | x  | x  | x  | x  | x  | x  | x  |
| Banque de France (BdF)                                                              | x  | OK | x  | x  | f  | x  | x  | x  | x  | OK | x  | x  | x  | x  | x  | x  | x  | x  | x  | x  | x  | x  | x  | x  | x  | x  | x  | x  | x  | x  | x  |
| Creditreform Rating AG (CRAG)                                                       | x  | x  | x  | x  | f  | x  | x  | OK | x  | x  | x  | x  | x  | x  | x  | x  | x  | x  | x  | x  | x  | x  | x  | x  | x  | x  | x  | x  | x  | x  | x  |
| Euler Hermes Rating Deutschland GmbH (EHRG)                                         | x  | x  | x  | x  | f  | x  | x  | OK | x  | x  | x  | x  | x  | x  | x  | x  | x  | x  | x  | x  | x  | x  | x  | x  | x  | x  | x  | x  | x  | x  | x  |
| ICAP Group S.A.- Business Information, Management Consultants and Business Services | x  | x  | x  | x  | f  | x  | x  | x  | x  | x  | x  | OK | x  | x  | x  | x  | x  | x  | x  | x  | x  | x  | x  | x  | OK | x  | x  | x  | x  | x  | x  |
| Coface                                                                              | x  | x  | x  | x  | f  | x  | x  | x  | x  | OK | x  | x  | x  | x  | x  | x  | x  | x  | x  | OK | x  | x  | x  | x  | OK | x  | OK | x  | x  | x  | x  |
| Cerved Group                                                                        | x  | x  | x  | x  | f  | x  | x  | x  | x  | x  | x  | x  | x  | x  | OK | x  | x  | x  | x  | x  | x  | x  | x  | x  | x  | x  | x  | x  | x  | x  | x  |
| Companhia Portuguesa de Rating                                                      | x  | x  | x  | x  | f  | x  | x  | x  | x  | x  | x  | x  | x  | x  | x  | x  | x  | x  | x  | x  | x  | x  | x  | x  | OK | x  | x  | x  | x  | x  | x  |
| Informa D&B Portugal                                                                | x  | x  | x  | x  | f  | x  | x  | x  | x  | x  | x  | x  | x  | x  | x  | x  | x  | x  | x  | x  | x  | x  | x  | x  | OK | x  | x  | x  | x  | x  | x  |

Legende: x = nicht in diesem Land vertreten / f = Angaben fehlen /  = in diesem Land vertreten.
Aus der NRSRO-Liste sind
- A. M. Best Company (seit 2005)
- Egan-Jones Rating Company (seit 2007)
- Realpoint LLC (seit 2008), am 10. Juni 2011 umbenannt in Morningstar Credit Ratings[3]
- Kroll Bond Rating Agency (seit 2010)

nicht in Europa direkt vertreten bzw. als ECAI zugelassen.

## Bevorzugung von Ratingagenturen
Gemäß Vorbemerkung Nr. 98 zur Verordnung EU/575/2013 und Vorbemerkung Nr. 73 zur Kapitaladäquanzverordnung (englisch CRR) soll die Anerkennung einer Ratingagentur als externe Ratingagentur (ECAI) nicht dazu führen, dass sich ein Markt, der bereits von drei großen Unternehmen beherrscht wird, noch weiter abschottet. Ohne das Verfahren einfacher oder weniger anspruchsvoll zu machen, sollten die EBA und die Zentralbanken des ESZB dafür sorgen, dass mehr Ratingagenturen als ECAI anerkannt werden, um den Markt für andere Unternehmen zu öffnen.